# 人生いろいろ
「人生いろいろ」（じんせいいろいろ）は、1987年4月21日に島倉千代子が発表したシングルである。自身最大のヒット（オリコンチャート上）・代表曲となった。

## 概要
TBSが同局で放送したテレビドラマ『三どしま』の主題歌制作を日音に依頼して制作された。浜口が函館の街をイメージして作った「坂のある町」が原曲。作詞者の中山が予定した曲名は「笑いばなしにして」で、「花ごよみ」のB面曲だった。当初は酒で憂さを晴らす歌詞であったが、酒を飲まない島倉に合わせて一部歌詞を変更。レコーディング時に同席した村上司・山田廣作の判断により、タイトルを分かりやすい「人生いろいろ」に変更し、A面曲になった。
本楽曲が話題になりはじめたのは、1987年10月13日の「第20回日本作詩大賞」の受賞がきっかけである。同年には「第29回日本レコード大賞」で作詞賞を受賞し、さらには当時のフジテレビ『オレたちひょうきん族』の「ひょうきんベストテン」コーナーで、山田邦子がものまねをしながら本曲を歌唱したことで、徐々にオリコンチャートや有線放送チャートを上昇して人気がさらに拡大した。1988年には「第8回メガロポリス歌謡祭」の演歌大賞、「第30回日本レコード大賞」の金賞・最優秀歌唱賞を受賞する。累計売上は130万枚に達した。
本曲を歌唱する島倉の姿は往時のファンを少なからず驚かせた。ポップス調のサウンドに乗せて、全盛期の歌唱力に比べて豊かとは言えない声量でビブラートを重ねる様子は、一部からヘタウマ歌手との評も出た。
島倉は1957年の『第8回NHK紅白歌合戦』から1986年まで『第37回NHK紅白歌合戦』に30回連続で『NHK紅白歌合戦』に出場していたが、本楽曲が発表された1987年、「30回という数字を汚したくない」と卒業宣言をして『第38回NHK紅白歌合戦』への出場を辞退した。しかし上述の大ヒットに加えて、当時病気療養中だった作曲者の浜口に「歌う姿を見て元気になって貰いたい」という思いから、翌1988年の『第39回NHK紅白歌合戦』に2年ぶりに復帰出場し本曲を歌唱。以後も紅白では、1994年『第45回NHK紅白歌合戦』、2004年『第55回NHK紅白歌合戦』と計3回歌唱されている。2005年のスキウタ〜紅白みんなでアンケート〜では、紅組の76位にランクインした。
TBS『ザ・ベストテン』では1987年11月26日、「今週のスポットライト」のコーナーにて、最初で最後の出演を果たしている。島倉は本曲を「第2のデビュー曲」と思っていると語った。
2004年には、内閣総理大臣の小泉純一郎が衆議院決算行政監視委員会で、民主党岡田克也の質疑に対して「人生いろいろ、会社もいろいろ、社員もいろいろ」と、本曲を使って答弁した。
2003年の『27時間テレビ』（フジテレビ）内のちびまる子ちゃんのスペシャルアニメで島倉が本人役で出演した際、この回のみのエンディングテーマとして本曲が使用された。
2008年12月14日からは、島倉の地元東京都品川区にある京急本線青物横丁駅において接近メロディとして使用。編曲は塩塚博が手掛けた。このことを聞きつけた島倉は、2009年1月に実際に青物横丁駅を訪れてメロディに耳を傾け、後日京浜急行電鉄に宛てて礼状を改めて送付した。
2013年に島倉が死去した時には、告別式の出棺時に本曲が流され、計3,000人の参列者が手拍子で合わせた。
同年11/25付オリコン週間カラオケランキング（集計期間：11/11～17）で50位圏外から急上昇し、AKB48「恋するフォーチュンクッキー」に次ぐ2位にランクインした。
坂本冬美・八代亜紀・石原詢子・岩本公水
テレサ・テン・伍代夏子・市川由紀乃・梅谷心愛 ら多数の女性演歌歌手によってカバーされている。
他に本木雅弘が出演したマンダム「ギャツビー」のCM（2001年）、テレビドラマ「寺西一浩ドラマ〜人生いろいろ〜」（TOKYO MX、2021年）のオープニング歌として用いられた。

## 収録曲
- 両楽曲とも作詞: 中山大三郎、作曲: 浜口庫之助、編曲: 竜崎孝路

1. 人生いろいろ
  - TBS系『花王 愛の劇場「三どしま」』主題歌
2. 花ごよみ

## その他のカバー
- High-style（2006年、オムニバスアルバム『スター☆ヒットパレード 昭和の名曲アレンジベスト盤』）
- カバーソング・ドールズ（2007年、カバーアルバム『Cover Song Dolls』）